# Annie Law
Annie Elisabeth Law (1842 -1889) fue una bióloga brito-estadounidense conquilióloga, quien descubrió 11 especies y un género de moluscos, pero no publicó descripciones formales de ellos.

## Biografía
Annie nació en 1842 en Carlisle, Inglaterra, la primera de tres hijos de John Law. La familia migró a EE. UU. alrededor DE 1850, asentándose en Maryville, Blount Condado, Tennessee.
Después de fallecer sus padres, Law permanece en California, y cuatro años en Hollister, condado de San Benito, y más tarde en Watsonville, Condado de Santa Cruz, donde fallece el 12 de enero de 1889

## Conquiliología
Recogió especímenes en las regiones montañosas de Carolina del Norte y Tennessee. Mantuvo correspondencia con James Lewis, quien publicó un papel que describe sus halalzgos en el río Holston, y otros papeles formalmente describiendo la especie que ella descubrió. Las especies descubiertas para la ciencia, incluye la siguiente, y dos nombradas en su honor:
- Appalachina chilhoweensis, anteriormente Helix chilhoweensis (Lewis, 1874)[5]
- Helix lawii (Lewis, 1874)[6]
- Pleurobema oviforme (Conrad, 1834), anteriormente Unio lawi Lea, 1871[7]
- Vitrizonites latissima, anteriormente sabido cuando Vitrina latissima (J. Lewis, 1874) en Tusquita Bald Montaña, a una altitud de 2.000 m.[5]
- Zonites acerra (Lewis, 1874)[5]
- Zonites cerinoidea var. cuspidata (Lewis, 1875)[8]
- Zonites lawii

## Abreviatura (zoología)
La abreviatura Law  se emplea para indicar a Annie Law como autoridad en la descripción y taxonomía en zoología.